# オトマー・サフナウアー
オトマー・マリン・サフナウアー（Otmar Marin Szafnauer、1964年8月13日 - ）は、アメリカ合衆国の自動車実業家であり、自動車レースのフォーミュラ1（F1）のチームマネージャーとして知られる。

## 経歴
ルーマニア西部の小さな町セムラクで、ドイツ系アメリカ人の父とルーマニア人の母との間に生まれた。
父ジョージ・サフナウアーは米国への帰国を考えていたが、1950年代のいわゆる鉄のカーテンの影響により、当時のルーマニア政府は米国市民権を認めず、一家が出国することも認めなかった。1970年代初めに両国の関係が正常化されたことで、1972年、サフナウアーが7歳の時に一家は米国のミシガン州ウォーレンに移住した。
サフナウアーはデトロイトのウェイン州立大学で電気工学を学び、学位を取得して卒業した後、デトロイト・マーシー大学でビジネスと金融の修士号を取得した。ウェイン州立大学に在学していた1982年に18歳のサフナウアーはF1のデトロイトグランプリを観戦し、そのことでレースに魅了される。

### フォード
1986年にフォード・モーターに入社し、プログラムマネージャーとなる。サフナウアーはフォードに入社すると同時にジム・ラッセル・レーシングスクールに通い始め、1991年にフォーミュラ・フォードでレースを始め、ドライバーとして3年ほどレースに参戦した。フォードにおいては1993年にモータースポーツ部門であるフォード・パフォーマンスのプログラムマネージャーに任命され、フォーミュラ・フォードや、GTレース、フォーミュラ・2000といった同社の位置付けで比較的下位に属するカテゴリーのレース活動を担当した。
1990年代半ばに、インディカーの技術を転用したことを売りとしたコンセプトカーであるフォード・インディゴの開発プロジェクトに携わることになる。このコンセプトカーはV12エンジンを搭載していることに加え、車体もカーボン複合素材製のモノコックを採用したもので、量産するにはあまりにもコストがかかりすぎるため、市販化は見送られた。この車両はレイナードの協力を得て制作されたものであり、サフナウアーはこのプロジェクトを通じてエイドリアン・レイナードと知り合い、彼が進めていたF1参戦計画に誘われることになる。

### B・A・R - ホンダ
1998年に翌年のF1参戦を目指していたブリティッシュ・アメリカン・レーシング（BAR）に加入し、オペレーションディレクターに任命された。
その3年後、ボビー・レイホールからジャガー・レーシングの最高執行責任者（COO）の職を提示され移籍することにしたが、就任の1週間前にレイホールがジャガーを去り（2001年8月）、サフナウアーは行き先を失ってしまう。
しかし、ほどなくホンダ・レーシング・ディベロップメント（HRD）に副社長として雇われ、2002年4月に同社に加入した。同社はホンダのF1参戦（第3期）にあたってイギリスにおけるエンジン類の物流基地やメンテナンス基地としての役割を持つほか、ホンダとエンジン供給先（B・A・R）との橋渡し役や、ホンダとFIA間の折衝業務を担っており、サフナウアーはFIAとの折衝を主な職務とした。ホンダが2006年からフルワークスチーム（ホンダF1）として参戦を始めたことでそうした役割はブラックリーのホンダ・レーシング・F1チーム（HRF1）に移管されていき、そのため、2008年9月にサフナウアーはHRDを去った。

### フォース・インディア - アストンマーティン
2009年10月にフォース・インディアに最高執行責任者（COO）として加入した。同チームはサフナウアー加入前の2008年は年間ランキング10位、2009年は9位だったが、その後、2011年、2013年、2014年に6位となり、2015年には5位、2016年、2017年に4位になるという、着実な上昇を見せた。
しかし、2018年半ばにチームは経営破綻し、管財人の管理下に置かれた。サフナウアーは管財人と協力してチームの買い手を探し、ローレンス・ストロール率いるコンソーシアムが救済に動くことになる。ストロールらはチームの資産を買い取って新チームのレーシング・ポイントを立ち上げ、サフナウアーは同チームで最高経営責任者（CEO）兼チーム代表を任された。
2021年シーズンからレーシング・ポイントはアストンマーティンF1に改称され、サフナウアーは引き続きCEOとチーム代表を兼務した。

### アルピーヌ
2022年1月にアストンマーティンを去り、翌2月にアルピーヌF1のチーム代表となることが発表された。しかしチームはオスカー・ピアストリとのドライバー契約に失敗するなど法務部門に問題を抱えたほか、成績面でも中位を抜け出せない状態が続いた。結局翌2023年7月、アルピーヌF1の代表を退くことになった。